# Skarrild
Skarrild est un village (danois : landsby) situé dans la municipalité (kommune) de Herning, dans la région du Jutland central (Region Midtjylland), au Danemark, une partie de la péninsule du Jutland  dans le nord du Danemark.    
Le village est le lieu où se déroule le Danish Blues Guitar Festival et où est érigé un mémorial aux aviateurs de la RAF qui y sont morts en 1944. 

## Histoire
Le 27 août 1944, pendant la Seconde Guerre mondiale, Skarrild a été le site d'une escarmouche aérienne meurtrière à proximité de son église romane. Les membres d'un équipage de sept membres de la Royal Air Force d'un Lancaster ME650 de East Kirkby ont été tués lorsqu'un avion allemand a abattu l'appareil. 
Dans l'église se trouve actuellement un mémorial aux aviateurs de la RAF qui sont morts dans l'accident,,,. 

## Évènements
Le festival danois de guitare folk, blues et ragtime attire de nombreux artistes internationaux, dont Thomasina Winslow. 